# Reinhard Sorge

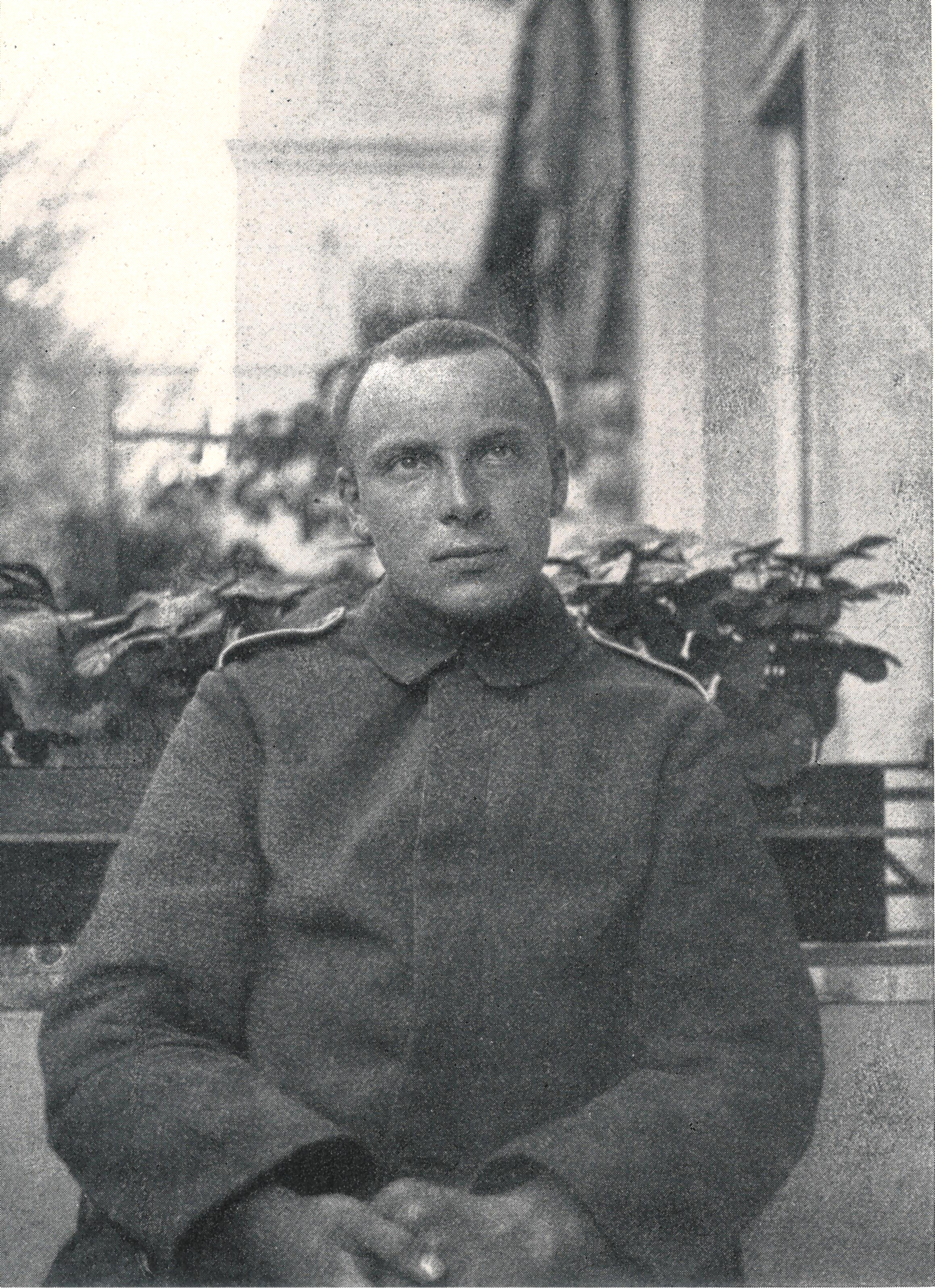
Reinhard Johannes Sorge auf Heimaturlaub in Berlin, 1915

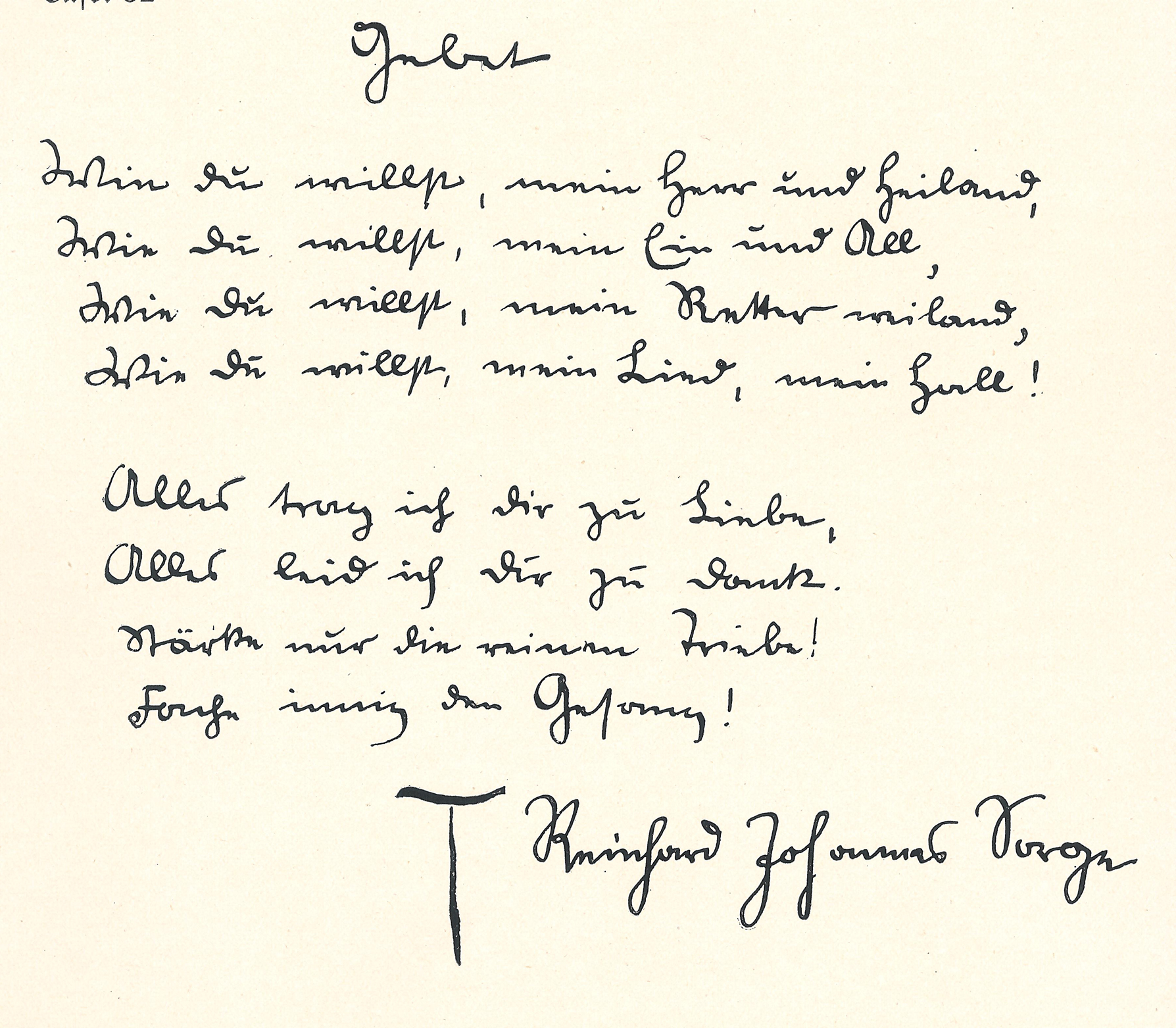
Faksimile der Handschrift Sorges

Reinhard Johannes Sorge (* 29. Januar 1892 in Rixdorf, heute Berlin-Neukölln; † 20. Juli 1916 in Ablaincourt, Département Somme) war ein deutscher Schriftsteller. Mit seinem Stück Der Bettler gilt er als Begründer des expressionistischen Dramas.

## Leben
Reinhard Sorge stammte aus bürgerlichen Verhältnissen. Er musste infolge des frühen Todes seines Vaters das Gymnasium verlassen und begann eine kaufmännische Lehre, zuerst in einem Eisenwarengeschäft, danach in einer Bank. Ohne Abschluss wechselte er zurück auf das Gymnasium. Er verließ es vorzeitig, weil er seiner schriftstellerischen Ader folgen wollte. Unter dem Einfluss von Werken von Henrik Ibsen und Stefan George verfasste er erste eigene Dramen, Gedichte und Abhandlungen [Kinder der Erde (episch-dramatische Dichtung), Die alte Eiche (Drama), Ergänzung des Lessingschen Fragments Spartakus (Abhandlung)].
1909 siedelte die Mutter mit ihren Kindern nach Jena über, wo Sorge das Gymnasium abschließen konnte, jedoch sich noch stärker der Literatur widmete. Er konnte Bildungsreisen nach Sylt und nach Berlin unternehmen. Am 15. August 1911 lernte er im Volkshaus Jena Susanne Maria Hendewerk kennen, eine Mitarbeiterin des Verlages von Eugen Diederichs. Die beiden heirateten am 17. Februar 1913. Seine schriftstellerische Betätigung wurde in diesen Jahren zunächst von der Lektüre Friedrich Nietzsches geprägt. Er pflegte persönliche Bekanntschaft mit Autoren wie Richard Dehmel und Rainer Maria Rilke.
Am 17. September 1913 traten Reinhard Sorge und seine Frau nach intensiver Vorbereitung in Jena zum Katholizismus über. Schriftstellerisch befand sich Sorge auf dem Höhepunkt seines Schaffens. Nach der Heirat zog er nach einem Rom-Aufenthalt mit seiner Frau nach Flüelen in die Schweiz. Dort bekamen sie am 10. November 1914 einen Sohn (Johannes Maria Martin Sorge, † 2011).
Sorge meldete sich nach Beginn des Ersten Weltkriegs als Kriegsfreiwilliger, wurde aber zunächst zurückgestellt. 1915 erfolgte seine amtliche Einberufung. Er gab während des Krieges keinen Schuss ab. 1916 erlitt er bei einem Artillerieangriff während der Schlacht an der Somme schwere Verwundungen und starb auf dem Verbandsplatz in Ablaincourt. Von der erneuten Schwangerschaft seiner Frau und der Geburt seines zweiten Sohnes (Reinhard; * 1917) hat er nicht mehr erfahren.

## Auszeichnungen
- 1912 Kleist-Preis

## Werke (Auswahl)
- Antichrist, 1911
- Zarathustra, 1911
- Der Bettler. Eine dramatische Sendung, Drama, 1912
- König David, 1916 (online – Internet Archive)
- Mutter der Himmel, postum 1917
- Gericht über Zarathustra, postum 1921
- Der Sieg des Christos, postum 1924 (online – German Drama Corpus)